# Гільберт Шаллер
Гільберт Шаллер (нім. Gilbert Schaller; нар. 17 березня 1969) — колишній австрійський тенісист.
Найвищу одиночну позицію світового рейтингу — 17 місце досяг 16 жовтня 1995, парну — 245 місце — 21 березня 1994 року.
Здобув 1 одиночний титул.
Найвищим досягненням на турнірах Великого шолома було 3 коло в одиночному розряді.
Завершив кар'єру 1999 року.

## Фінали турнірів ATP за кар'єру

### Одиночний розряд: 4 (1–3)
| Легенда                         |
| ------------------------------- |
| Турніри Великого шлема (0–0)    |
| Фінали Світового туру ATP (0–0) |
| Серія Мастерс ATP (0–0)         |
| Серія турнірів ATP (0–0)        |
| Світова серія ATP (1–3)         |

| Фінали за покриттям |
| ------------------- |
| Тверде (0–0)        |
| Ґрунт (1–3)         |
| Трава (0–0)         |
| Килим (0–0)         |

| Фінали за типом корту |
| --------------------- |
| Відкритий корт (1–3)  |
| Закритий корт (0–0)   |

| Результат | В-П | Дата     | Турнір              | Рівень        | Покриття | Суперник        | Рахунок       |
| --------- | --- | -------- | ------------------- | ------------- | -------- | --------------- | ------------- |
| Перемога  | 1–0 | Бер 1995 | Касабланка, Марокко | Світова серія | Ґрунт    | Альберт Коста   | 6–4, 6–2      |
| Поразка   | 1–1 | Вер 1995 | Бухарест, Румунія   | Світова серія | Ґрунт    | Томас Мустер    | 3–6, 4–6      |
| Поразка   | 1–2 | Жов 1995 | Валенсія, Іспанія   | Світова серія | Ґрунт    | Шенг Схалкен    | 4–6, 2–6      |
| Поразка   | 1–3 | Бер 1996 | Касабланка, Марокко | Світова серія | Ґрунт    | Томас Карбонелл | 5–7, 6–1, 2–6 |

## Фінали ATP Челленджер і ITF Ф'ючерс

### Одиночний розряд: 14 (8–6)
| Легенда              |
| -------------------- |
| ATP Челленджер (8–5) |
| ITF Ф'ючерс (0–1)    |

| Фінали за покриттям |
| ------------------- |
| Тверде (0–1)        |
| Ґрунт (8–5)         |
| Трава (0–0)         |
| Килим (0–0)         |

| Результат | В-П | Дата     | Турнір                  | Рівень     | Покриття | Суперник           | Рахунок       |
| --------- | --- | -------- | ----------------------- | ---------- | -------- | ------------------ | ------------- |
| Поразка   | 0-1 | Чер 1992 | Зальцбург, Австрія      | Челленджер | Ґрунт    | Хорді Арресе       | 6–7, 6–7      |
| Перемога  | 1-1 | Лип 1992 | Белу-Оризонті, Бразилія | Челленджер | Ґрунт    | Жоао Кунья е Сілва | 6–4, 6–7, 6–0 |
| Перемога  | 2-1 | Сер 1992 | Lins, Бразилія          | Челленджер | Ґрунт    | Маурісіо Хадад     | 6–3, 6–3      |
| Перемога  | 3-1 | Вер 1992 | Касабланка, Марокко     | Челленджер | Ґрунт    | Федеріко Санчес    | 6–4, 6–1      |
| Перемога  | 4-1 | Сер 1993 | Льєж, Бельгія           | Челленджер | Ґрунт    | Крістіан Рууд      | 1–6, 7–6, 6–1 |
| Поразка   | 4-2 | Вер 1993 | Венеція, Італія         | Челленджер | Ґрунт    | Томас Карбонелл    | 4–6, 6–0, 1–6 |
| Перемога  | 5-2 | Вер 1993 | Прага, Чехія            | Челленджер | Ґрунт    | Массімо Валері     | 6–4, 7–6      |
| Перемога  | 6-2 | Жов 1993 | Куритиба, Бразилія      | Челленджер | Ґрунт    | Крістіан Мініуссі  | 6–4, 6–0      |
| Поразка   | 6-3 | Гру 1993 | Нейплс, США             | Челленджер | Ґрунт    | Карстен Браш       | 6–1, 4–6, 6–7 |
| Перемога  | 7-3 | Чер 1994 | Брауншвейг, Німеччина   | Челленджер | Ґрунт    | Хав'єр Санчес      | 6–4, 3–6, 6–3 |
| Перемога  | 8-3 | Лип 1994 | Oporta, Португалія      | Челленджер | Ґрунт    | Хав'єр Санчес      | 6–2, 7–5      |
| Поразка   | 8-4 | Сер 1994 | Ґрац, Австрія           | Челленджер | Ґрунт    | Франсіско Клавет   | 3–6, 6–2, 4–6 |
| Поразка   | 8-5 | Бер 1997 | Салінас, Еквадор        | Челленджер | Тверде   | Олівер Гросс       | 1–6, 6–3, 2–6 |
| Поразка   | 8-6 | Чер 1999 | Угорщина F2, Будапешт   | Ф'ючерс    | Ґрунт    | Олів'є Малькор     | 3–6, 0–6      |

### Парний розряд: 3 (1–2)
| Легенда              |
| -------------------- |
| ATP Челленджер (0–2) |
| ITF Ф'ючерс (1–0)    |

| Фінали за покриттям |
| ------------------- |
| Тверде (0–0)        |
| Ґрунт (1–2)         |
| Трава (0–0)         |
| Килим (0–0)         |

| Результат | В-П | Дата     | Турнір                               | Рівень     | Покриття | Партнер           | Суперники                              | Рахунок       |
| --------- | --- | -------- | ------------------------------------ | ---------- | -------- | ----------------- | -------------------------------------- | ------------- |
| Поразка   | 0–1 | Вер 1993 | Венеція, Італія                      | Челленджер | Ґрунт    | Олівер Фернандес  | Орасіо де ла Пенья Хуан Хісберт-Шульце | 1–6, 3–6      |
| Поразка   | 0–2 | Жов 1993 | Куритиба, Бразилія                   | Челленджер | Ґрунт    | Франсіско Монтана | Жоао Кунья е Сілва Джек Вейт           | 6–4, 3–6, 0–6 |
| Перемога  | 1–2 | Сер 2000 | Італія F9, Сан-Бенедетто-дель-Тронто | Ф'ючерс    | Ґрунт    | Олівер Марах      | Джанкарло Петраццуоло Потіто Стараче   | 5–3, 5–3, 4–0 |

## Часовий графік результатів
| W | Ф | ПФ | ЧФ | #Р | КТ | К# | DNQ | A | NH |

### Одиночний розряд
| Турніри Великого шлему                 |     |     |     |     |     |     |     |        |      |     |
| Відкритий чемпіонат Австралії з тенісу |     | 1р  |     | 1р  | 1р  | 3р  | 1р  | 0 / 5  | 2–5  | 29% |
| Відкритий чемпіонат Франції з тенісу   | 2р  | 1р  | 1р  | 2р  | 2р  | 1р  |     | 0 / 6  | 3–6  | 33% |
| Вімблдонський турнір                   |     | 1р  |     |     |     |     |     | 0 / 1  | 0–1  | 0%  |
| Відкритий чемпіонат США з тенісу       |     |     | 1р  | 1р  | 1р  | 1р  |     | 0 / 4  | 0–4  | 0%  |
| В-П                                    | 1–1 | 0–3 | 0–2 | 1–3 | 1–3 | 2–3 | 0–1 | 0 / 16 | 5–16 | 24% |
| Тур ATP Мастерс 1000                   |     |     |     |     |     |     |     |        |      |     |
| Індіан-Веллс                           |     |     | 1р  | К3р | 1р  | К2р |     | 0 / 2  | 0–2  | 0%  |
| Монте-Карло                            |     |     | 2р  | ЧФ  | 1р  |     |     | 0 / 3  | 4–3  | 57% |
| Гамбург                                |     |     | 1р  | 3р  | ЧФ  |     |     | 0 / 3  | 5–3  | 63% |
| Рим                                    |     |     | 1р  | 1р  | 1р  |     |     | 0 / 3  | 0–3  | 0%  |
| В-П                                    | 0–0 | 0–0 | 1–4 | 5–3 | 3–4 | 0–0 | 0–0 | 0 / 11 | 9–11 | 45% |